# Lycopodium thyoides
Lycopodium thyoides là một loài thực vật có mạch trong Họ Thạch tùng. Loài này được Humb. & Bonpl. ex Willd. mô tả khoa học đầu tiên năm 1810.